# Ряузов Сергій Миколайович
Ряузов Сергій Миколайович — російський композитор.
Народ. 8 серпня 1905 р. в Москві. Помер 1983 р. Закінчив Московську консерваторію (1930, клас Р.Глієра, Н.Василенко). Один з фундаторів бурятської музики. Автор опер, балетів, кантат, статей про роботу композитора, музики до українського фільму «Пригоди Петрушки» (1936).